# Valerie Demey
Valerie Demey, née le 17 janvier 1994 à Bruges en Flandre-Occidentale, est une coureuse cycliste professionnelle belge.

## Biographie

### Vie privée
Elle est en couple avec la coureuse de BMX Elke Vanhoof.

## Palmarès sur route

### Palmarès par années
- 2014
  - 2e du championnat de Flandre-Occidentale du contre-la-montre
- 2018
  -  Championne de Belgique du contre-la-montre par équipes
  - 2e du championnat de Belgique sur route
- 2022
  - 3e du contre-la-montre par équipes de l'Open de Suède Vårgårda
  - 3e de la course en ligne de l'Open de Suède Vårgårda

### Résultats sur les grands tours

#### Tour de France
2 participations :
- 2022 : 48e
- 2025 : 94e

#### Tour d'Italie
1 participation
- 2023 : 108e

#### Tour d'Espagne
1 participation
- 2024 : 52e

### Classements mondiaux
| Année                                 | 2016 | 2017 | 2018 | 2019 | 2020 | 2021 | 2022 | 2023 | 2024 |
| ------------------------------------- | ---- | ---- | ---- | ---- | ---- | ---- | ---- | ---- | ---- |
| Classement UCI                        | 196e | 133e | 159e | 334e | 280e | 178e | 86e  | 498e | 644e |
| UCI World Tour                        | 139e | nc   | 173e | 138e | 100e | 175e | 54e  | 173e | 240e |
|                                       |      |      |      |      |      |      |      |      |      |
| Légende : nc = non classéSource : UCI |      |      |      |      |      |      |      |      |      |